# Alysa Liu
Alysa Liu (Clovis, 8 agosto 2005) è una pattinatrice artistica su ghiaccio statunitense. 
È stata la prima pattinatrice statunitense a eseguire un salto quadruplo, e la prima pattinatrice in assoluto a eseguire un salto quadruplo e un triplo Axel nello stesso programma (durante la tappa negli Stati Uniti del Grand Prix juniores del 2019).

## Carriera
Liu ha iniziato a gareggiare in campo internazionale a livello Advanced Novice nel 2017. A gennaio 2019 all'età di 13 anni, benché ancora troppo giovane per competere internazionalmente a livello juniores, ha vinto la medaglia d'oro ai campionati nazionali assoluti, diventando la campionessa nazionale statunitense più giovane di sempre nella competizione femminile.
Ha esordito in campo internazionale a livello juniores nella stagione 2019-2020, conquistando la medaglia d'argento della finale del Junior Grand Prix e la medaglia di bronzo ai Campionati mondiali juniores di pattinaggio di figura.
Nel 2021 ha vinto la medaglia d'oro al Nebelhorn Trophy e al Lombardia Trophy, facenti parte del circuito Challenger.
Nel 2022 ha gareggiato alle Olimpiadi invernali di Pechino, terminando la gara in settima posizione. Ha quindi vinto la medaglia di bronzo ai Campionati mondiali di pattinaggio di figura.
Il 9 aprile 2022 ha annunciato il suo ritiro dalle competizioni, e soli 16 anni di età, dichiarando di avere già raggiunto tutti gli obiettivi che si era prefissata. Il 1 marzo 2024 ha annunciato il suo ritorno alle competizioni.

## Risultati

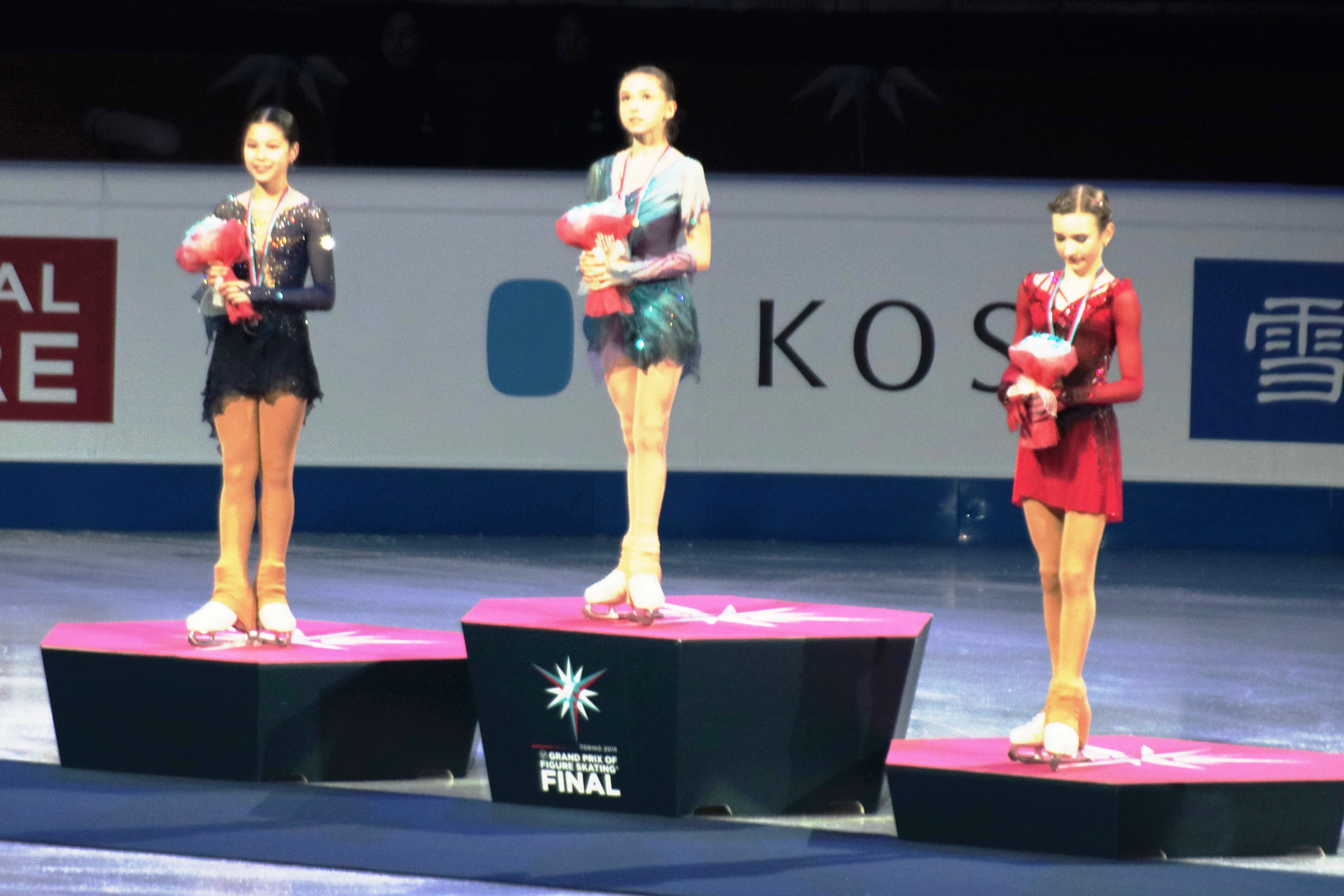
Liu (a sinistra) sul podio alla Finale del Grand Prix junior 2019–20 con Kamila Valieva (al centro) e Daria Usacheva (a destra).

GP: Grand Prix; CS: Challenger Series; JGP: Junior Grand Prix. Al campionato statunitense viene assegnata la medaglia di peltro al quarto classificato.
| Internazionali                                                                                      | Internazionali | Internazionali | Internazionali | Internazionali | Internazionali | Internazionali | Internazionali | Internazionali | Internazionali |
| Evento                                                                                              | 2016–17        | 2017–18        | 2018–19        | 2019–20        | 2020–21        | 2021–22        | 2022-23        | 2023-24        | 2024-25        |
| --------------------------------------------------------------------------------------------------- | -------------- | -------------- | -------------- | -------------- | -------------- | -------------- | -------------- | -------------- | -------------- |
| Giochi olimpici invernali                                                                           |                |                |                |                |                | 6°             |                |                |                |
| Campionati mondiali                                                                                 |                |                |                |                |                | 3°             |                |                | 1°             |
| GP Quattro continenti                                                                               |                |                |                |                |                |                |                |                | 4°             |
| GP Skate Canada                                                                                     |                |                |                |                |                | 5°             |                |                | 6°             |
| GP NHK Trophy                                                                                       |                |                |                |                |                | 4°             |                |                | 4°             |
| CS Budapest Trophy                                                                                  |                |                |                |                |                |                |                |                | 1°             |
| CS Golden Spin                                                                                      |                |                |                |                |                |                |                |                | 1°             |
| CS Lombardia Trophy                                                                                 |                |                |                |                |                | 1°             |                |                |                |
| CS Nebelhorn Trophy                                                                                 |                |                |                |                |                | 1°             |                |                |                |
| Cranberry Cup                                                                                       |                |                |                |                |                | 1°             |                |                |                |
| Internazionali: Junior                                                                              |                |                |                |                |                |                |                |                |                |
| Campionati mondiali                                                                                 |                |                |                | 3°             |                |                |                |                |                |
| JGP Finale                                                                                          |                |                |                | 2°             |                |                |                |                |                |
| JGP Polonia                                                                                         |                |                |                | 1°             |                |                |                |                |                |
| JGP U.S.A.                                                                                          |                |                |                | 1°             |                |                |                |                |                |
| International: Advanced Novice                                                                      |                |                |                |                |                |                |                |                |                |
| Asian Trophy                                                                                        |                | 2°             | 1°             |                |                |                |                |                |                |
| Challenge Cup                                                                                       |                | 2°             |                |                |                |                |                |                |                |
| Nazionali                                                                                           |                |                |                |                |                |                |                |                |                |
| Campionati statunitensi                                                                             | 4° N           | 1° J           | 1°             | 1°             | 4°             | R              |                |                | 2°             |
| Eventi a squadre                                                                                    |                |                |                |                |                |                |                |                |                |
| World Team Trophy                                                                                   |                |                |                |                |                |                |                |                | 1° S 1° P      |
| R = Ritirata Categoria: N = Novice; J = Junior S = Risultato della squadra: P = Risultato personale |                |                |                |                |                |                |                |                |                |